# Балашова, Галина Андреевна
Галина Андреевна Балашова (в девичестве Брюхова, род. 4 декабря 1931, Коломна) — космический архитектор, дизайнер, художник. Создатель интерьеров космических кораблей, орбитальных станций СССР и космической символики.

## Биография
Родилась в Коломне в семье Андрея Федоровича Брюхова, происходившего из муромской дворянской семьи, и Полины Александровны. Брат отца, Сергей Брюхов, был архитектором. Дед по линии матери был старостой села на Оке с населением 1500 человек. Родители Галины закончили Муромский лесной техникум, но не могли получить работу по специальности из-за происхождения и были вынуждены много переезжать в поисках работы.
Детство Галины прошло в подмосковных Дмитрове и Лобне. В семье любили рисование, отец занимался фотографией. Галина рисовала с детства, поэтому отец отдал её на два года учиться рисованию к акварелисту XIX века Николаю Александровичу Полянинову, который тогда преподавал живопись акварелью в Строгановском училище.
Окончив школу с серебряной медалью, по совету отца в 1949 году поступает в Московский архитектурный институт на специальность «Архитектор». Преподавателями Галины в институте были ученики И. В. Жолтовского Ю. Н. Шевердяев и М. Ф. Оленев, а также Н. П. Сукоян. Среди её сокурсников были будущие кинорежиссёр Гия Данелия и художник-фантаст Андрей Соколов.
В 1955 году заканчивает обучение в институте, и по распределению попадает в Куйбышев, где ей в течение года пришлось заниматься переработкой архитектурных проектов по хрущёвской кампании по «борьбе с излишествами».
В 1956 году выходит замуж за школьного одноклассника Юрия Павловича Балашова, выпускника физ-мата МГУ, распределенного в «Особое конструкторское бюро № 1» С. П. Королёва, ОКБ-1, (сейчас РКК «Энергия»), и вместе с мужем переезжает в подмосковный Королёв.
В 1957 году по ходатайству мужа Балашову принимают на работу в ОКБ-1 в отдел главного архитектора, в котором она была единственным дипломированным архитектором. До 1964 года она занимается застройкой города и предприятия, проектирует цеха завода, здание Дворца культуры г. Куйбышева, занимается озеленением города.

Интерьер орбитального отсека корабля «Союз», утверждённый С. П. Королёвым, 1964 г.

В 1963 году в новом космическом корабле «Союз» появляется дополнительный жилой отсек, орбитальный модуль. Изначально он представлял собой аскетичное помещение, выполняющее только функциональные цели, о котором Королёв сказал: «В космос человек не может летать в туалете».
Королёв предлагает спроектировать жилой интерьер для модуля. По заданию К. П. Феоктистова, руководителя проектного отдела, Балашова за несколько дней проектирует дизайн интерьера орбитального отсека. После нескольких редакций Королёв утверждает его в 1964 году. Слева в орбитальном модуле размещается стол-сервант, предназначенный для хранения оборудования и бытовых вещей, справа — диван для отдыха, в котором также находится различное оборудование. Вверху отсека расположены 4 иллюминатора и поручни, внизу — посадочный люк. Модуль выполнен в форме сферы для учёта внутреннего атмосферного давления, вся мебель и приборы расположены равномерно в объёме отсека для уравновешивания бортов. По просьбе Королёва мебель в отсеке выполнена в современной тогда эстетике 1960-х годов. Орбитальные модули всех последующих «Союзов» в дизайне интерьера придерживаются такого же принципа компоновки.
В интерьере не должно быть острых углов, о которые в условиях невесомости могут удариться космонавты. Цвета жилого отсека должны помогать при ориентировании и показывать, где верх (он выполнен в желтом или белом цвете), а где низ (зеленый цвет). Мы с материаловедами нашли очень хороший отделочный материал, так называемую ворсовую молнию. Это негорючий и нетоксичный материал предохранял от ушибов

Интерьер орбитального отсека Лунного орбитального корабля (ЛОК)

В 1964 году Балашову принимают на должность инженера в проектный отдел разработки лунного орбитального корабля (ЛОК). Балашова не только проектирует интерьер жилого модуля, но и занимается размещением оборудования и приборов внутри него. Она предлагает новую форму корабля — это сфера, расширяющаяся в нижней части. В интерьере орбитального модуля реализована «неориентрованная» композиция, продиктованная невесомостью: в нём нет деления на верх и низ, нет дверей и перегородок, свободное пространство выполняет несколько функций. По бортам модуля находятся два закрытых стеллажа обтекаемой формы, которые скрывают в себе приборы. После высадки американцев на Луну в конце 1960-х годов советскую программу закрывают, ЛОК был практически построен, но так и не увидел свет.
В конце 1960-х годов занимается разработкой орбитального отсека и спускаемого аппарата «Союза Т».
В 1971—1975 годах участвует в создании «Союза-19» по программе «Союз — Аполлон». Балашова проектирует орбитальный отсек «Союза-19». Для выставки в Ле-Бурже в 1973 году создаёт проект экспозиции стыковки двух кораблей и значок с символом программы. Позже значок был утверждён Академией наук СССР и NASA эмблемой всей программы «Союз-Аполлон». Эта же эмблема была использована на нашивке костюмов у экипажей СССР и США, но в последний момент из-за путаницы рисунок на нашивке был изменён на другой. Эмблема стала всемирно известной, она использовалась в сувенирной продукции. Однако авторство Балашовой было засекречено, от гонораров за эмблему ей приказали отказаться, и кроме руководства ОКБ-1 никто не знал об отношении Балашовой к ней.
В 1976—1987 годах участвует в проектировании орбитальных станций «Салют-6» и «Салют-7», корабля «Буран», орбитальной станции «Мир». При работе над «Миром» занимается широким спектром работ от дизайна интерьера до размещения большого числа бортовых систем. В отличие от «Союзов», станция «Мир» имела на порядок больший объём, поэтому были выделены функциональные зоны: рабочая зона, салон — зона отдыха, каюты для сна, медицинская зона, зона ремонта. За каждой зоной был закреплён свой цвет: рабочая зона — голубой и зелёный, салон — тёплые тона. Пол и потолок также выделяются цветами для упрощения ориентации космонавтов в пространстве. Основная схема, заложенная Балашовой в «Мире», была использована при проектировании и строительстве МКС.
В 1960-х годах создавала пейзажи, которые отправлялись в космос в орбитальных отсеках первых «Союзов» для снятия психологической нагрузки у космонавтов. Кроме основной работы, в 1977—1991 годах Балашова создает космические вымпелы в честь советских космических кораблей и станций и в честь международных космических полётов. Вымпелы в ограниченном количестве изготавливал Ленинградский монетный двор, они раздавались космонавтам, отправлялись в музей космонавтики и в страны, которые принимали участие в полёте. В 1982 году создает эскиз для памятной бронзовой медали в честь 25-летия запуска первого искусственного спутника Земли, которая была отлита на Ленинградском монетном дворе.
С 1975 года — член Союза архитекторов.
В 1990 году Г. А. Балашова выходит на пенсию и посвящает себя акварельной живописи. В настоящее время живёт в Королёве.
Во времена СССР и вплоть до недавнего времени авторство работ Балашовой и сама её деятельность были засекречены, широкая общественность практически ничего не знала о её роли в космической программе СССР. Первая небольшая выставка работ Галины Андреевны состоялась в московском Центральном доме архитектора в 2000 году. Ещё две выставки проходили в Германии — в Федеральном выставочном зале в Бонне и в Немецком музее архитектуры во Франкфурте-на-Майне, выставлялись материалы из личного архива Балашовой. Организатор выставки в немецком музее архитектуры, немецкий архитектор Филипп Мойзер, издал книгу, посвящённую Галине Андреевне. В апреле 2016 года телеканал «Россия — Культура» показал документальный фильм о Г. А. Балашовой. В 2018 году впервые в Соединённых Штатах на международных академических конференциях в двух ведущих университетах были представлены доклады о творчестве Галины Андреевны Балашовой Творчество Г. А. Балашовой будет освещено в двух основных плановых зарубежных изданиях.
Семья — дочь Татьяна, есть внук Петр, внучка Ольга, две правнучки и один правнук.

## Проекты
Дизайн интерьера, проектирование космических кораблей и станций
- «Союз»
- Лунный орбитальный корабль (ЛОК)
- «Союз М»
- «Союз Т»
- «Союз-19» (программа «Союз-Аполлон»)
- «Салют-6»
- «Салют-7»
- Корабль «Буран»
- Орбитальная станция «Мир»

Космическая символика
- Около 40 космических вымпелов (галерея), посвященных космическим кораблям («Союз», «Прогресс»), станциям («Салют-6», «Салют-7», «Мир»), международным космическим полетам (СССР — Франция, СССР — Индия, СССР — Япония и др.)
- Эмблема программы «Союз — Аполлон»
- Памятная медаль в честь 25-летия запуска первого искусственного спутника Земли

Здания, заводы
- Дворец культуры в г. Самара

## Выставки
- 14.12.2000-?. Москва, Центральный дом архитектора. На выставке впервые представлены работы по дизайну и архитектуре советских космических аппаратов[10][11].
- 03.10.2014-22.02.2015, Германия, Бонн, Федеральный выставочный зал. «Outer space. Faszination Weltraum»[12]
- 27.06.2015-15.11.2015. Германия, Франкфурт-на-Майне, Немецкий музей архитектуры. «Дизайн советской космической программы. Архитектор Галина Балашова» (нем. Design Für Die Sowjetische Raumfahrt. Die Architektin Galina Balaschowa)[13].

## Фильмы
- Галина Балашова. Космический архитектор. Документальный фильм (Россия, 2016). Режиссёр Михаил Кузовенков.